# Hannah Ocuish
Hannah Ocuish (* März 1774; † 20. Dezember 1786 in New London, Connecticut) war mit 12 Jahren und 9 Monaten die jüngste Person, die von der US-amerikanischen Justiz zum Tode verurteilt wurde.

## Leben
Hannah Ocuish war die Tochter einer Pequot-Indianerin. Sie war eine Waise, die ihr Leben in verschiedenen Pflegeheimen zugebracht hatte. Womöglich war sie geistig behindert.

## Ermittlungen, Prozess und Strafe
Die sechsjährige Farmerstochter Eunice Bolles wurde am 21. Juli 1786 tot aufgefunden. Eine Gruppe Einheimischer begann mit den Ermittlungen. Eine der Befragten war Hannah Ocuish, die als Dienstmädchen für eine Witwe arbeitete, die etwa fünf Kilometer außerhalb von New London lebte. Obwohl sie behauptete, nichts Genaueres über das Geschehene zu wissen, gab sie dennoch an, am Tattag eine Gruppe von vier Jungen in der Gegend gesehen zu haben. Die Ermittler konnten diese Jungen nicht ausfindig machen. Da man von einer erfundenen Information ausging, fiel nun der Verdacht auf Ocuish.  Ocuish war kurz zuvor, im Juni 1786, von Eunice Bolles beschuldigt worden, während einer Ernte Erdbeeren gestohlen zu haben. Hannah Ocuish soll daraufhin Rache an Eunice geplant und das jüngere Mädchen fünf Wochen später mit dem Versprechen eines Kattuns als Geschenk in einen Wald gelockt haben. Als die Straße außer Sichtweite war, soll Hannah das Opfer geschlagen und erwürgt haben.
Hannah Ocuish bestritt, etwas mit dem Geschehen zu tun zu haben. Die Ermittler brachten sie zum Haus der Bolles, um sich Eunices Leiche anzusehen. Daraufhin, so behaupteten die Männer, sei sie zusammengebrochen und habe das Verbrechen gestanden. Aufgrund dieses Geständnisses wurde Hannah verhaftet und verurteilt. Es wurden keine weiteren Beweise gegen sie gesammelt. Weitere Verdächtige sollen nicht in Betracht gekommen sein.
Hannah Ocuish wurde am 20. Dezember 1786 in New London, Connecticut öffentlich gehängt.
Jessica Suess erhebt in ihrem Artikel zu Hannah Ocuish Zweifel daran, ob der Mord tatsächlich von Hannah begangen worden war.